# Now Bahār (ort i Iran, Khorasan, lat 35,01, long 60,31)
Now Bahār (persiska: نو بهار, Now Bahār-e Gholāmān, Naubahār) är en ort i Iran.   Den ligger i provinsen Khorasan, i den östra delen av landet, 800 km öster om huvudstaden Teheran. Now Bahār ligger 1 282 meter över havet och antalet invånare är 326.
Terrängen runt Now Bahār är platt söderut, men norrut är den kuperad.Runt Now Bahār är det ganska glesbefolkat, med 30 invånare per kvadratkilometer. Närmaste större samhälle är Jīzābād, 3,8 km väster om Now Bahār. Omgivningarna runt Now Bahār är i huvudsak ett öppet busklandskap.